# Pascal Renier
Pascal Renier (* 3. August 1971 in Waremme) ist ein ehemaliger belgischer Fußballspieler.

## Karriere

### Verein
Renier begann 1979 im Alter von acht Jahren bei der US Berloz mit dem Fußballspielen. Vier Jahre später wechselte er in die Jugendmannschaften des RFC Seraing. Von dort ging er 1989 zum RFC Lüttich, wo er ein Jahr später in die Profimannschaft übernommen wurde.  Trotz einer Knieverletzung wurde er im Sommer 1992 zum FC Brügge transferiert. Aufgrund dieser Verletzung musste er fast ein Jahr pausieren und kam in der Saison 1992/93 nur auf wenige Minuten Spielzeit. In der darauffolgenden Saison schaffte er als Linksverteidiger den Durchbruch zum Stammspieler.  Mit Brügge wurde er je zweimal belgischer Meister und Pokalsieger sowie dreifacher Supercupsieger.
Im Sommer 1998 wurde Renier an Standard Lüttich ausgeliehen. Da er verletzungsbedingt häufig ausfiel, machte Lüttich keinen Gebrauch von der Kaufoption, und Renier kehrte nach Brügge zurück. Von dort wechselte er in die Ligue 1 zu ES Troyes AC, wo er in drei Jahren lediglich zu zwanzig Einsätzen kam.
Seit Juni 2002 ohne Vertrag, wechselte er im September 2002 zu Excelsior Mouscron. Da er während der Saison erneut durch Verletzungen zurückgeworfen wurde und nur sieben Spiele in der Liga bestritt, wurde sein Vertrag nicht verlängert. Nach sechs Monaten ohne Verein wechselte er im Januar 2003 zu KVC Westerlo, wo er bis zum Ende der Saison spielte.
Im Dezember 2004 unterschrieb Renier bis zum Saisonende beim Zweitligisten SV Zulte Waregem. Dort kam er jedoch nicht zum Einsatz und wurde nach Vertragsende entlassen. Nach weiteren sechs Monaten ohne Verein spielte er von Januar bis Juni 2006 für den unterklassigen Klub KBS Poperinge, wo er seine Karriere beendete.

### Nationalmannschaft
Renier bestritt vier Spiele für die belgische U-21- und dreizehn Spiele für die A-Nationalmannschaft, in denen er ohne Torerfolg blieb.
Anlässlich der Fußball-Weltmeisterschaft 1994 in den USA wurde Renier für den belgischen Kader nominiert. Während des Turniers wurde er jedoch nicht eingesetzt.